# 塩崎村 (長野県)
塩崎村（しおざきむら）は長野県更級郡にあった村。現在の長野市篠ノ井にあたる。
本項では現在の長野市篠ノ井支所の塩崎地区についても記述する。
地域内の人口および世帯数は、2,120世帯 5,239人（令和5年3月1日現在）。
「塩崎」の地名の由来は諸説あり、はっきりしていない。その地名の初見は1400年（応永7年）大塔合戦のときである。小笠原長秀が逃げ込んだのが塩崎城であった。

## 地理
- 山：篠山
- 河川：千曲川

## 歴史
- 1584年（天正12年） - 上杉景勝が塩崎郷を塩崎村とした[2]。
- 1889年（明治22年）4月1日 - 町村制の施行により、近世以来の塩崎村が単独で自治体を形成。
- 1959年（昭和34年）5月1日 - 篠ノ井町と合併して篠ノ井市が発足。同日塩崎村廃止。

## 交通

### 鉄道路線
- 日本国有鉄道
  - 篠ノ井線
    - 稲荷山駅

村域を日本国有鉄道信越本線（現・しなの鉄道線）も通過したが、駅は所在しなかった。

### 道路
現在は旧村域を長野自動車道が通過するが、当時は未開通。

## 施設
- 長野市立塩崎小学校
- JAグリーン長野 塩崎支所
- 篠ノ井交流センター塩崎分館
- 塩崎排水機場
- 長野市消防局 篠ノ井消防署塩崎分署
- 長谷寺 (長野市)
- 長谷神社
- 康楽寺
- 塩崎城跡
- 赤沢城跡（塩崎新城）
- 塩崎陣屋跡